# Сан-Жозе-дас-Мисойнс
Сан-Жозе-дас-Мисойнс (порт. São José das Missões)  —  муниципалитет в Бразилии, входит в штат Риу-Гранди-ду-Сул. Составная часть мезорегиона Северо-запад штата Риу-Гранди-ду-Сул. Входит в экономико-статистический  микрорегион Каразинью. Население составляет 2829 человек на 2006 год. Занимает площадь 98,070 км². Плотность населения — 28,8 чел./км².

## История
Город основан 20 марта 1992 года. 

## Статистика
- Валовой внутренний продукт на 2003 составляет 29.065.154,00 реалов (данные: Бразильский институт географии и статистики).
- Валовой внутренний продукт на душу населения на 2003 составляет 9.994,90 реалов (данные: Бразильский институт географии и статистики).
- Индекс развития человеческого потенциала на 2000 составляет 0,753 (данные: Программа развития ООН).